# The Cramps
The Cramps – amerykańska grupa muzyczna wykonująca muzykę w stylu punk rock. Zespół działał w latach 1976–2009 kończąc swoją karierę wraz ze śmiercią wokalisty Lux’a Interior’a.
Na przestrzeni lat ich skład przechodził przez wiele zmian. Jedynymi jego stałymi członkami było małżeńskie duo Interior’a i gitarzystki (okazjonalnie basistki) Poison Ivy. Wraz z dołączeniem gitarzysty Bryana Gregoriego oraz perkusisty Pam’a Balama uformowany został pierwszy oficjalny skład The Cramps w kwietniu 1976.
Byli częścią nowojorskiego ruchu punkowego CBGB, uznaje się ich za jedną z pierwszych grup punkowych oraz innowatorów psychobilly.

## Styl
Ich muzyka jest utrzymana w duchu rockabilly, oparta na zmieniających się tempach oraz minimalistycznej perkusji. Integralną częścią wczesnego brzmienia The Cramps jest obecność dwóch gitar kosztem basisty. Lirycznie, jak i wizerunkowo grupa oscylowała wokół tematyki: humoru kampowego, podtekstów seksualnych oraz retro horrorów/filmów science-fiction klasy B
W muzyce The Cramps da się usłyszeć inspiracje wczesnym rockabilly, rhythm and blues, rock and rollem (Link Wray, Hasil Adkins), muzyką surferską (The Ventures, Dick Dale), rockiem garażowym (The Standells, The Sonics, The Thrasmen oraz The Greenfuzz), z wywiadów można się również dowiedzieć, że Ricky Nelson znajdywał się w kręgu inspiracji muzyków. Do pewnego stopnia muzyka The Ramones oraz Screamin’ Jaya Hawkinsa (któremu zawdzięczają swój styl horror-blues’a z elementami teatru)
Mimo stworzenia terminu „psychobilly” Lux Interior utrzymywał, że nie opisuje on stylu The Cramps.